# Franz von Zedlitz und Leipe
Franz Adolf Eduard Benjamin von Zedlitz und Leipe (ur. 21 kwietnia 1876 w Berlinie, zm. 29 marca 1944 w Brochocinie) – niemiecki strzelec i baron, medalista olimpijski.
Zedlitz und Leipe wystąpił na Letnich Igrzyskach Olimpijskich 1912 w dwóch konkurencjach. Indywidualnie uplasował się na 7. miejscu w trapie, zaś w trapie drużynowym zdobył wraz z kolegami z reprezentacji brązowy medal, osiągając najlepszy rezultat wśród niemieckich strzelców (skład zespołu: Erich von Bernstorff-Gyldensteen, Alfred Goeldel-Bronikoven, Horst Goeldel-Bronikoven, Erland Koch, Albert Preuß, Franz von Zedlitz und Leipe).

## Wyniki

### Igrzyska olimpijskie
| Igrzyska       | Konkurencja     | Wynik                                    | Miejsce | Źródło |
| -------------- | --------------- | ---------------------------------------- | ------- | ------ |
| Sztokholm 1912 | Trap            | 88 pkt. (19–23–46)                       | 7       | [ 1 ]  |
| Sztokholm 1912 | Trap, drużynowo | 510 pkt. (druż.) 91 pkt. ind. (19–28–44) |         | [ 2 ]  |